# هوندستين
هوندستين (بالإنجليزية: Hundstein)‏ هو أحد جبال سلسلة جبال الألب أبينزيل وجزء من القمة الأم سانتيس يقع في كانتون أبينزيل إينرهودن، سويسرا. يبلغ ارتفاع الجبل حوالي 2157 متر، بينما يبلغ ارتفاع نتوء الجبل 162 متر.